# Fady
Il termine fady (letteralmente: interdizione) si riferisce nella cultura malgascia a una molteplicità di proibizioni o tabù.

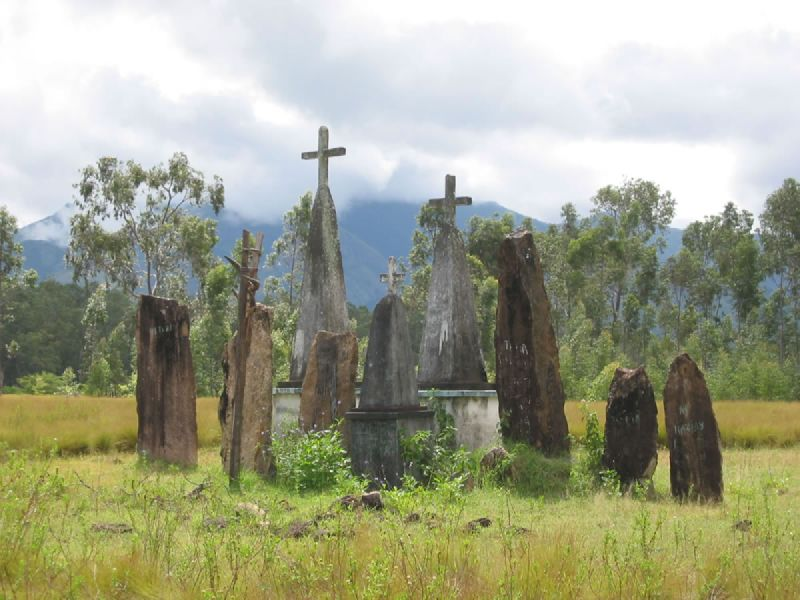
Le sepolture sono tradizionalmente luoghi protetti da fady

Persone, luoghi, azioni o oggetti possono essere considerati fady, che variano a seconda della regione del Madagascar considerata. Si crede che i tabù siano imposti da poteri sovrannaturali e siano particolarmente connessi con l'adorazione degli antenati malgasci. Sebbene alcuni possano essere validi a livello nazionale, altri possono essere ristretti a regioni, villaggi o anche singole famiglie. I fady sono parte integrante dell'identità malgascia giocano un ruolo importante nelle formazioni di comunità e identità.
Le proibizioni comuni includono i divieti di indicare tombe, di permettere a donne incinte di mangiare anguille o di descrivere un neonato come brutto. Dei nuovi fady sono creati costantemente e coloro che non li rispettano sono emarginati in quanto considerati impuri ("maloto") e per aver messo in pericolo l'equilibrio spirituale della comunità, indipendentemente se le loro cattive azioni fossero volontarie o meno. Agli stranieri che visitano il paese è consigliato di rispettare i fady locali e modificare il proprio comportamento di conseguenza.
I fady hanno una grande importanza anche in altri aspetti della cultura malgascia: il significato letterale della parola malgascia azafady, che in italiano significa "per favore" o "mi scusi" è "possa questo non essere un fady per me".
Alcuni scrittori hanno concepito i fady come simili ai tabù della cultura occidentale, che se non rispettati possono portare all'emarginazione del trasgressore.

## Esempi di fady
- Esistono numerosi fady che proteggono i lemuri: tra i Betsimisaraka è proibito cacciare gli  indri, mentre tra gli Antakarana e tra i Betsileo una analoga proibizione tutela i sifaka; in tutti questi casi il fady nasce dalla credenza che questi lemuri siano in qualche modo imparentati con i Vazimba, gli antenati ancestrali del popolo malgascio. In altri casi il fady si limita a proibire il consumo della carne di alcune specie, ma non impedisce di ucciderle, come nel caso dell'aye-aye, considerato impuro e portatore di cattiva sorte.[7]
- Tra gli Antambahoaka, un fady proibisce di allevare coppie di gemelli; ciò porta in genere all'abbandono di uno dei due neonati. La pratica, denunciata a livello nazionale e internazionale, è tuttora fortemente radicata.[8].